# Иосафат Коциловский
Ио́сиф Иосафа́т Коцило́вский (укр. Йосип Йосафат Коциловський, пол. Józef Jozafat Kocyłowski; 3 марта 1876, село Пакошувка (ныне Санокский повят, Подкарпатское воеводство, Польша) — 17 ноября 1947, концлагерь Чапаева возле Киева) — епископ Украинской греко-католической церкви, епископ Перемышльский.
Церковный и общественный деятель, доктор философии (1903) и теологии (1907), профессор богословия (1907).
В 2001 году был беатифицирован Католической церковью и признан мучеником.

## Биография
Родился в Закорпатье в селе Пакошувка (пол. Pakoszówka) возле города Санок. Его отец — Коциловский Пётр, занимался земледелием и принимал участие в общественно-политической жизни: в 70-х гг. XIX в. избирался депутатом в Галицкий Сейм. Мать — Екатерина Косар-Коциловская, являлась дочерью греко-католического священника и воспитывала четверых детей.
Окончил начальную школу в д. Лиско, затем обучался в Сяницкой, Самборской и Ясельской гимназиях. С 1896 года обучался на юридическом факультете Львовского университета (в реестре слушателей записано: «русин», «греко-католик»).
В студенческие годы активно участвовал в общественной жизни Галиции, декларировал идею национальной самостоятельности украинцев. Участвовал в создании «Украинского сокола». Прервав обучение в университете окончил школу артиллеристов в Вене и в звании подпоручика в 1900 году был направлен на службу во Львовский гарнизон. Вскоре оставил военную службу и начал обучение в Папской украинской коллегии святого Иосафата в Риме, где изучил немецкий, итальянский, французский и латинский языки. В 1907 году окончил богословское образование в Ангеликуме со степенью доктора философии и теологии и в октябре того же года был рукоположен.
Позже был вице-ректором и профессором богословия Духовной семинарии в г. Станиславе. 2 октября 1911 года вступил в Базилианский орден св. Иосафата.
8 ноября 1916 австро-венгерский император назначил новым греко-католическим перемышльским епископом о. Иосафата Коциловского вместо епископа Перемышльского Константина (Чеховича). 29 января 1917 года назначен Римом епископом Перемышльской епархии УГКЦ. Его архиерейские хиротонии провел митрополит УГКЦ Андрей Шептицкий 23 сентября 1917 г. в Перемышле.

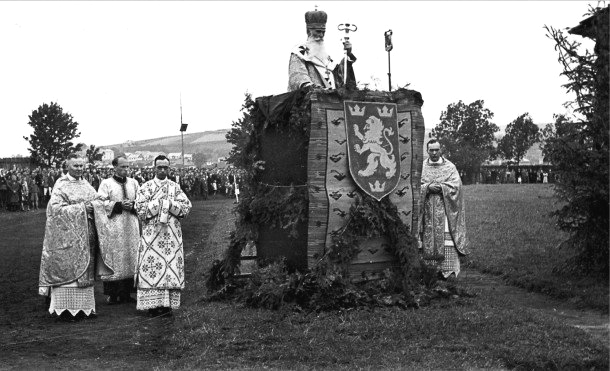
Епископ Иосафат Коциловский благославляет добровольцев дивизии СС "Галичина"

В 1918 году входил в состав Украинской Национальной Рады ЗУНР.
В сентябре 1939 года Перемышльскую епархию согласно пакта Молотова — Риббентропа разделила советско-немецкая демаркационная линия. Иосафат Коциловский проживал на территории, подконтрольной Красной армии. Советскими спецслужбами подозревался в нелояльности, за ним был установлен тайный надзор. После начала Великой Отечественной войны 22 июня 1941 года и гитлеровской оккупации территории Украины, его дважды вызывали на допрос в гестапо, где угрожали заключением в концлагере за выявленные случаи сокрытия евреев греко-католическим духовенством епархии. В 1943 провел мессу для добровольцев дивизии СС «Галичина».
После окончания Второй мировой войны пытался противостоять коммунистическому давлению на церковь. 10 сентября 1945 года передал сотрудникам американского и британского посольств информацию о характере обмена населением между Польшей и СССР.

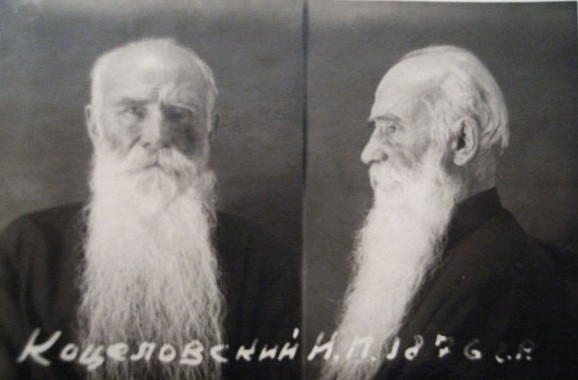
Иосафат Коциловский. Фото из архива НКВД. 1946 г.

21 сентября 1945 года был арестован польскими властями и заключён в Жешувскую тюрьму. Позже передан властям СССР. В январе 1946 года он был освобождён из-под ареста. Советские власти добивались от епископа Иосафата, чтобы он возглавил Львовский собор, на котором планировалось провозглашение ликвидации Брестской унии 1596 года и воссоединение УГКЦ с Русской православной церковью.
После отказа Иосафата Коциловского и в связи с тем, что деятельность епископа затрудняла выселение украинцев из Польши в УССР, он был повторно арестован 25 июня 1946 года вместе с епископом Г. Лакотой и доставлен во Львов. НКВД тогда же арестовало всех остальных греко-католических епископов Украины. Формальным поводом ареста было обвинение его в антисоветской пропаганде, проведении политики полонизации на территории Западной Украины, контактах с подпольной организацией ОУН и коллаборационизме с немецкими оккупантами и сотрудничестве с дивизией СС «Галичина» в годы войны.
После допросов и пыток с применением силы утратил способность двигаться и принимать пищу, в связи с чем 26 сентября 1946 года следствие было закрыто.
В конце 1946 года он был осуждён на 10 лет заключения в лагерях ГУЛАГа.
Умер 17 ноября 1947 года от воспаление лёгких в концалагере Чапаева возле Киева.

## Перезахоронения и беатификация

Василианские блаженные (слева на право): Павел Гойдич, Иосафат Коциловский, Северин Бараник, Яким Сенкивский, Виталий Байрак

После смерти Иосафата Коциловского в тюремной больнице, местные монахи тайно договорились с персоналом больницы похоронить тело в отдельную могилу, а не в общую тюремную. Позже прах Иосафата Коциловского был перезахоронен на Лычаковском кладбище во Львове.
По требованию КГБ И. Кавацив 29 мая 1986 в третий раз перехоронил прах епископа в семейном склепе своих родителей в Стрые.
24 апреля 2001 года в присутствии Папы Иоанна Павла II в Ватикане состоялось провозглашение декрета мученичества епископа Иосафата Коциловского. 27 июня 2001 года Иосафат Коциловский беатифицирован в качестве мученика Папой Иоанном Павлом II во Львове.
12 августа 2001 в церкви Благовещения Пречистой Девы Марии в Стрые в боковом престоле Сердца Христова, во время Божественной литургии, которую служил глава УГКЦ Любомир Гузар с участием владык, еще раз был перезахоронен прах Перемышльско-Самборского и Сяницького епископа Иосафата Коциловского.
Фрагмент мощей находится в храме св. Василия на Львовской площади в Киеве.